# Dakar
Dakar is de hoofdstad van Senegal. Het ligt op het schiereiland Kaap Verde, het westelijkste punt van het vasteland van Afrika. Vanwege deze ligging is de stad geschikt voor de handel met Europa en Amerika en is zij uitgegroeid tot een van de belangrijkste havens aan de westzijde van het continent. De stad ligt in de gelijknamige regio Dakar. Volgens de volkstelling uitgevoerd door de UNdata in 2011 had de gemeente Dakar 1.056.009 inwoners en de agglomeratie 3.215.255 inwoners.

## Geschiedenis
Het eiland Gorée voor de kust van Dakar was van de 16e tot 19e eeuw een belangrijk centrum voor de slavenhandel. Van hieruit werden meer slaven naar Amerika gezonden dan vanuit enige andere afzonderlijke Afrikaanse haven. In de eerste helft van de 19e eeuw vestigden Europeanen zich ook op het vasteland. Deze nederzetting nam de naam over van een Afrikaans dorp op de kust van de Lebu: Dakhar. Dakar was een van de Vier Gemeenten in Senegal.
Dakar is officieel gesticht door de Fransen in 1857. Zij bouwden daar toen een fort om Gorée en de Europese nederzetting op het vasteland te beschermen. In 1862 werd een eerste pier gebouwd in de haven. In 1886 werd de spoorlijn naar Saint-Louis geopend, die een grote impuls betekende voor de groei van de stad en de haven. In 1902 werd het de hoofdstad van Frans-West-Afrika, een rol die het overnam van Saint-Louis.
Tijdens de Tweede Wereldoorlog koos de Franse koloniale overheid in Senegal de zijde van Vichy-Frankrijk. Pas in 1943 kozen ze voor de Vrije Fransen. Tijdens de oorlog ontstond er industrie in de stad: aardnoten werden ervoor geëxporteerd naar Frankrijk waar er olie uit werd geperst. Dit gebeurde voortaan lokaal in Dakar. Er kwam ook andere industrie. Van 1959 tot 1960 was Dakar de hoofdstad van de Federatie van Mali die kort heeft bestaan, daarna van de onafhankelijke republiek Senegal.

## Geografie
De stad ligt in het zuidoosten van het schiereiland Kaap Verde, dat tussen de mondingen van de rivieren Sénégal en Gambia ligt. De stad is gebouwd op een laag kalkstenen plateau.

## Transport
Dakar is een belangrijke havenstad.
In de 19e eeuw werd dit aangevuld met een spoorwegnet waarvan Dakar het eindstation werd. Zo is Dakar onder meer het eindpunt van de spoorlijn Dakar - Niger die sinds 1924 de stad verbindt met Koulikoro in Mali aan de oevers van de Niger. De spoorlijn is sinds halfweg de jaren 2010 evenwel buiten gebruik.
Het transportbeeld in de stad is karakteristiek dat van de gele en zwarte taxi's en de 'snelle auto's' kleurrijk en versierd met inscripties, waaraan ook steeds meer privé witte minibussen zijn toegevoegd. Maar de files zijn frequent, vooral op de invalswegen van de agglomeratie, en bouwplaatsen en openbare werken zijn alomtegenwoordig.
43 km ten zuidoosten van de stad ligt de in 2017 geopende internationale luchthaven Blaise Diagne. Daarbij werd de oude luchthaven van Dakar op de noordwestelijke tip van het schiereiland vlak bij de stad omgevormd tot een strikt militaire vliegbasis. De oude luchthaven is onderdeel van de lange luchtvaartgeschiedenis van Senegal. Een regelmatige bediening van luchtpost tussen Toulouse in Frankrijk en Dakar werd opgericht in 1925. Op 21 januari 1976 landde een van de eerste twee commerciële supersonische lijnvluchten van de Concorde, die van Air France als tussenstop op het traject van Parijs via Dakar naar Rio de Janeiro (British Airways debuteerde die dag met het traject Londen - Bahrein).
Onder meer voor de ontsluiting van de luchthaven werd een nieuwe tolweg aangelegd vanuit Dakar, langs Rufisque, Diamniadio en de luchthaven Blaise Diagne tot Sindia. Eveneens is een spoorverbinding naar de luchthaven voorzien met afwerking in 2020.

## Cultuur en toerisme
Het fort D'Estrées op het eiland Gorée is na de onafhankelijkheid gerestaureerd en is nu in gebruik als museum. Er zijn ook andere musea:
- Musée Théodore Monod d'Art africain
- Musée des civilisations noires

## Religie
De stad is sinds 1955 de zetel van het rooms-katholieke aartsbisdom Dakar. De Grote Moskee van Dakar is een van de belangrijkste religieuze gebouwen in Dakar.

## Sport
Dakar is de naamgever van de bekende Dakar-rally en vormde vroeger vaak de finish van deze rally. Tegenwoordig finisht hier de Africa Eco Challenge.

## Onderwijs
- Kedge Business School
- Institut Fondamental d’Afrique Noire (IFAN)

## Stedenbanden
- Bakoe (Azerbeidzjan)
- Kinshasa (Congo-Kinshasa)
- Washington D.C. (Verenigde Staten)

## Bekende inwoners van Dakar

### Geboren
- Isaac Forster (1903-1984), rechter
- Amadou-Mahtar M'Bow (1921-2024), politicus
- Doudou N'Diaye Rose (1930-2015), meesterdrummer, componist en muziekpedagoog
- Ousmane Sow (1935-2016), beeldhouwer
- Jean-Pierre Adams (1948-2021), voetballer
- Ségolène Royal (1953), Frans politica
- Thione Seck (1955-2021), zanger en songwriter
- Youssou N'Dour (1959), zanger en musicus
- MC Solaar (1969), Frans hiphop- en rap-artiest
- Patrick Vieira (1976), Frans voetballer
- Henri Camara (1977), voetballer
- Papa Bouba Diop (1978-2020), voetballer
- Elimane Coulibaly (1980), voetballer
- El Hadji Diouf (1981), voetballer
- Patrice Evra (1981), Frans voetballer
- Souleymane Camara (1982), voetballer
- Mohamed Sarr (1983), voetballer
- Khadim N'Diaye (1984), voetballer
- Mame Biram Diouf (1987), voetballer
- Baba Diawara (1988), voetballer
- Saliou Ciss (1989), voetballer
- Fallou Diagné (1989), voetballer
- Idrissa Gueye (1989), voetballer
- Cheikhou Kouyaté (1989), voetballer
- Papa Alioune Ndiaye (1990), voetballer
- Momar Bangoura (1994), Frans voetballer
- Noël Soumah (1994), voetballer
- Racine Coly (1995), voetballer
- Cherif Younousse (1995), Qatarees beachvolleyballer
- Assane Dioussé (1996), voetballer
- Pape Diop (1997), Spaans voetballer
- Abdou Diakhate (1998), voetballer
- Khaby Lame (2000), TikTokker
- Amadou Onana (2001), Belgisch voetballer